# سنتینل-۶
ماهوارهٔ سنتینل-۶ (به انگلیسی: Sentinel-6 Michael Frielich)، که به نام سنتینل ۶ ای (تداوم خدمات جیسون) هم شناخته شده، یک ماهوارهٔ ارتفاع‌سنج راداری است که توسط آژانس فضایی اروپا (ESA) در چارچوب برنامه کوپرنیک اروپا به رهبری کمیسیون اروپا؛ سازمان اروپایی بهره‌برداری از ماهواره‌های هواشناسی (EUMETSAT)، ساخته شد. ناسا و اداره ملی اقیانوسی و جوی (NOAA)؛ با حمایت مالی کمیسیون اروپا و پشتیبانی فنی مرکز ملی مطالعات فضایی فرانسه (CNES)، با این پروژه همکاری داشته‌اند.

## ماهواره
ماهوارهٔ سنتینل-۶ (Michael Freilich) به افتخار مدیر سابق «بخش علوم زمین ناسا»، مایکل فریلیچ، که در پیشرفت اندازه‌گیری‌های فضایی از اقیانوس‌ها نقش مهمی داشته، نامگذاری شده‌است. این ماهواره از جدیدترین ماهوارهٔ رصد سطح دریایی ایالات متحده و اروپا؛ «Jason-3»، پیروی می‌کند؛ که در سال ۲۰۱۶ پرتاب شده که تا کنون به مشاهدات دقیق و زندهٔ توپوگرافی اقیانوسی جهانی را ارائه می‌دهد.
پروژهٔ سنتینل-۶ خود شامل دو ماهوارهٔ یکسان است که با فاصلهٔ ۵ سال پرتاب می‌شوند؛ سنتینل-۶، که در ۲۱ نوامبر ۲۰۲۰ راه‌اندازی شد و سنتینل-۶ بی، که در سال ۲۰۲۵ راه‌اندازی می‌شود. این ماهواره‌ها تغییر سطح دریا را از فضا اندازه‌گیری می‌کنند که تا پیش از آن از زمین اندازه‌گیری می‌شده‌است. اندازه‌گیری سطح آب‌های زمین بدون وقفه از سال ۱۹۹۲ ادامه داشته‌است.